# Nakolets
Nakolets (en macédonien Наколец) est un village du sud-est de la Macédoine du Nord, situé dans la municipalité de Resen. Le village comptait 262 habitants en 2002.

## Démographie
Lors du recensement de 2002, le village comptait :
- Macédoniens : 81
- Albanais : 158
- Rons : 15